# キャンバス/君はス・テ・キ♡
『キャンバス/君はス・テ・キ♡』（キャンバス/きみはス・テ・キ♡）は、平井堅の28枚目のシングル。2008年2月20日にデフスターレコーズから発売された。

## 概要
アルバム『FAKIN' POP』からの先行シングル。
自身初の両A面シングルで、収録曲3曲全てにタイアップがついている。

## 収録曲
- 全作詞・作曲：平井堅

1. キャンバス (5:54)
（編曲：冨田恵一）
フジテレビ系ドラマ『ハチミツとクローバー』の主題歌として書き下ろされた楽曲で[2][3]、青春をテーマとして制作された[4]。
ミュージック・ビデオは平井の母校である横浜市立大学で撮影され[4]、田中圭と中村ゆりが出演している[5]。
2009年に美吉田月がアルバム『Ska Flavor#2』でカバーした[6]。
2. 君はス・テ・キ♡ (3:24)
（編曲：AKIRA）
リプトン「リモーネ」CMソング（本人出演）
3. Cry & Smile!! (4:16)
（編曲：松浦晃久）
味の素「クノール カップスープ」CMソング（本人出演）
秦基博がコーラスで参加。
4. キャンバス (piano version)
5. キャンバス (less vocal)
6. 君はス・テ・キ♡ (less vocal)

## 参加ミュージシャン
キャンバス
- 山本拓夫 - Flute、Alto Flute、Clarinet
- 冨田恵一 - Instrumental, Treatments
- MATARO - Percussion
- 金原千恵子ストリングス - Strings

君はス・テ・キ♡
- AKIRA - Additional Vocal

Cry & Smile
- 秦基博 - Chorus

## 収録アルバム
キャンバス
- FAKIN' POP
- Ken Hirai Singles Best Collection 歌バカ2

君はス・テ・キ♡
- FAKIN' POP
- Ken Hirai Singles Best Collection 歌バカ2

Cry & Smile!!
- Ken Hirai 15th Anniversary c/w Collection '95-'10 “裏 歌バカ”